# Scincogekkonomorpha
Scincogekkonomorpha — це клада (еволюційне угруповання) ящірок, що включає Scleroglossa і всіх ящірок, більш близьких до Scleroglossa, ніж до ігуан. Ці «стеблові» склероглоси включають вимерлих ящірок пізньої юри та ранньої крейди, таких як Bavarisaurus, Eichstaettisaurus, Liushusaurus, Scandensia. Scincogekkonomorpha була названа в 1961 році і зараз іноді використовується як таксон на основі стебла, на відміну від таксона Scleroglossa, що базується на вузлах. Відповідно до філогенії, заснованої на морфологічних характеристиках, Scincogekkonomorpha є сестринським таксоном до Iguania і разом вони складають верхівкову групу Squamata, найменшу кладу, що включає всіх живих змій і ящірок.